# 신잡
신잡(申磼, 1541년~1609년)은 조선 중기의 문신이다. 본관은 평산, 자는 백준(伯峻), 호는 독송(獨松)이다. 임진왜란 2등공신이다. 신립의 형이다. 시호는 충헌(忠獻)이다.

## 생애
1583년(선조 16년) 정시문과에 병과로 급제해 관직에 진출했다.
1589년 12월 정암수 외의 유생들이 올린 이산해, 정언신, 정인홍, 유성룡 등을 지척하는 상소를 시작으로 이들 중 정암수 외 10여 명을 압송해 국문을 하는 사건에 대해서 유생들을 두둔하였다가 정적들로부터 탄핵을 당하였다.
당시 사헌부에는 대사헌 최황, 집의 성영, 장령 심희수·윤섬, 지평 신잡·우준민이, 사간원에는 대사간 이증, 사간 오억령, 헌납 백유함·유대진, 정언 강찬과 이흡 등이 있었다.
1591년 2월 이순신이 파격적으로 전라좌수사로 제수되자 이에 사간원의 정언(正言)으로서 가리포 첨사로 제수된 이순신을 전라좌수사에 제수함은 옳지 않다고 간언하였다.
1592년 4월 13일 임진왜란이 일어나고 4월 28일 충주 탄금대 전투에서 신립이 대패하자 파천 논의가 이루어질 때 신잡은 거센 항의를 한다. 이후 송도(개성)로 파천한 후 천도를 가장 먼저 주장한 이산해의 치죄를 강력하게 주청하여 이산해를 영의정직에서 파직시키고(5월 1일), 이어 영의정이 된 유성룡도 과거 김성일의 말에 동의하여 전쟁에 대비못하게 한 책임을 물어 파직시킨다(6월 1일).
신잡은 이후 우승지로 승차한 후 송도에서 선조의 교서를 가지고 서울로 향하던 도중 서울이 이미 왜군의 손에 떨어졌다는 소리를 듣고 송도로 돌아와 서경(평양)으로의 천도를 강력하게 주장한다.  이를 계기로 양사로부터 탄핵 주청을 받게 되지만 서울에서 파천하기 전 광해군의 책봉을 강력하게 밀어붙이면서 선조의 신임을 얻고 있던 신잡은 그 관직을 유지할 뿐만 아니라 계속적으로 승차한다.  
1593년 평안도 병마절도사로 있었으나 문신인 신잡은 그 직위를 잘 수행하지 못하자 중앙으로 복귀하고 감찰 업무 등을 주로 담당하게 된다.  
1596년 평안 감사로 부임하였을 때도 평안도 병마절도사 때의 예를 들어 잘못된 인선이라 주청받아 오래 있지 못하고 다시 중앙직으로 복귀한다. 
그는 선조 때 중신으로 각종 사건에서 중요 역할을 하던 인물이다.

## 가족 관계
- 할아버지 : 신상(申鏛, 1480 ~ 1530)
- 할머니 : 전주 이씨 - 부림군(富林君) 이식(李湜)의 3녀이자 계양군(桂陽君)의 손녀
  - 부친 : 신화국(申華國, 1517 ~ 1578)
  - 모친 : 파평 윤씨 - 윤회정(尹懷貞)의 딸
    - 누나 : 평산부부인 신지향(平山府夫人 申芝香, 1538 ~ 1622) - 인헌왕후의 모친
    - 남동생 : 신급(申礏, 1543 ~ 1592)
    - 남동생 : 신립(申砬, 1546 ~ 1592)
      - 조카 : 신경진(申景禛, 1575 ~ 1643)

    - 남동생 : 신할(申硈, 1548 ~ 1592)
    - 여동생 : 신단향(申檀香, 1550 ~ ?)
    - 여동생 : 신계숙(申季淑, 1553 ~ ?)
    - 부인 : 남원 양씨 - 양사근(梁思謹)의 딸
      - 장남 : 신경희(申景禧, 1561 ~ 1615)
      - 장녀 : 신경매(申敬妹, 1564 ~ ?)
      - 차남 : 신경지(申景祉, 1566 ~ ?)
      - 차녀 : 신경란(申敬蘭, 1576 ~ ?)
      -  3녀 : 신말란(申末蘭, 1578 ~ ?)

## 사초에 나타난 신잡
신잡은 선조의 총애를 한몸에 받아 여러 관직을 거쳤으나 그 평가는 상당히 나쁘게 나온다. 신잡은 배운 바가 모자라고 문반이지만 무반처럼 무식하기 짝이 없다고 평가하고 있다. 또한 《조선왕조실록》에 따르면, “추잡하고 욕심이 많았으며 임금의 뜻을 잘 받들어 지위가 정경에 이르렀는데, 뇌물이 문전에 가득차서 벼슬을 판다는 비방이 있었다”라고 적고 있다.
신잡은 이산해와 작당한 자로 표현된 것으로 보아 임란전 초기의 상황 즉 이산해 등 동인 세력을 탄핵하는 것을 일삼던 것과 비방하는 것을 접고 그 세도를 이산해의 동인 세력에 기대고 또 선조의 수족같이 움직여 후세 사람들에게 아주 좋지 않은 평가를 들은 듯하다. 그를 추악하고 무능한데다 남을 헐뜯기를 일삼음으로써 사람들이 모두 ‘총사’(叢祠)라고 지목하였다고 한다.

## 신잡의 주요 경력
- 선조 19년(1586년) 정언(正言) (정6품)
- 선조 25년(1592년)
  - 우승지 (정3품)
  - 이조 참의 (정3품)
  - 형조 참판 (종2품)
- 선조 26년(1593년)
  - 병조 참판 (종2품)
  - 평안도 병마 절도사 (종2품)
- 선조 28년(1595년) 형조 판서 (정2품)
- 선조 29년(1596년)
  - 특진관(特進官) (정2품)
  - 평안감사(平安監司)(종2품)
  - 동지중추부사
  - 좌참찬 (정2품)
  - 우참찬(右參贊) (정2품)
- 선조 30년(1597년)
  - 행 대호군
  - 검찰사(檢察使)
- 선조 34년(1601년) 함경 감사
- 선조 35년(1602년)
  - 병조 판서
  - 빙고 제조(氷庫提調)
- 선조 36년(1603년) 지중추부사 (정2품)
- 선조 37년(1604년)
  - 지의금부사
  - 2등공신 충근정량효절협책호성 공신(忠勤貞亮效節協策扈聖功臣)
  - 제조 평천군(平川君)
- 광해 1년(1609년) 4월 13일(갑자) 졸기

## 참고 문헌
- 《조선왕조실록》

## 같이 보기
- 신립
- 신경희
- 신자준

| 전임 이축 | 제341대 한성부판윤 1601년 음력 1월 26일 ~ ? | 후임 유근 |